# Мулюкін Олександр Сергійович
Олександр Сергійович Мулюкін (1873 — після 1922) історик права Росії XVI–XVII ст.

## Життєпис та науковий доробок
Народився 2.09.1873. 
Вищу освіту отримав у С.-Петербурзькому університеті, де деякий час викладав на посаді приват-доцента. 
У 1910–1920 викладав історію руського права, поліцейське та церковне право на посаді екстраординарного та ординарного проф-а Імператорського Новоросійського університету. Також викладав на Одеських вищих жіночих курсах. 1919 читав в Одеському міжнародному ін-ті лекційні курси про становище іноземців в Росії з найдавніших часів та вчення про органи управління та їх функції у зв'язку з законодавством іноземних держав та Росії. 1920–1922 викладав в ОІНГ, однак у 1922 був висланий за кордон. 
Надалі жив та працював у Болгарії. На відміну від більшості істориків права, що прагнули до широких історико-теоретичних узагальнень, майже цілковито присвятив себе дослідженню досить вузького питання — правовому статусу іноземців у Московській державі у допетровський період. Історик продемонстрував закритість Московії для решти Європи, особливо порівняно з тодішньою Україною. Його дослідження відзначались використанням значної історіографічної та джерельної бази. Він сумлінно простудіював величезний друкований матеріал та архівні джерела, вичерпавши вузьку тему до найдрібніших деталей. Докладно реконструював право приїзду іноземців різних національностей, віросповідань та професій, з'ясовуючи як загальні риси їх приїзду, так і спеціальні — для вступу на службу та для торгівлі. Однак критики, серед них історики права В. Латкін, П. Верховський, О. Гневушев, М. Максимейко одностайно зауважили серйозні недоліки праць О. Мулюкіна — відсутність еволюційного та історико-порівняльного підходу, прогалини у джерелах, невірні інтерпретації. Тим не менш його дослідження залишились класичними в історіографії.

## Праці
- К вопросу о договорах русских с греками // Журнал министерства юстиции. — 1906. — сентябрь;
- Приезд иностранцев в Московское государство. Из истории русского права XVI и XVII веков. — СПБ, 1909;
- Об индивидуализме древнего русского гражданского права. — Одесса, 1911;
- Очерки по истории юридического положения иностранных купцов в Московском государстве. — Одесса, 1912.